# Michèle Mouton
Michèle Mouton (Grasse, França, 23 de juny de 1951) és una pilot francesa de ral·li, ja retirada de la competició. Va competir en el Campionat Mundial de Ral·li, on va aconseguir quatre victòries i nou podis. Va ser subcampiona del món l'any 1982, i va acabar cinquena el 1983 i vuitena l'any 1981, en els tres casos com a pilot oficial de la marca alemanya Audi. És considerada la més reeixida i més famosa pilot de ral·li de tots els temps, així com de l'automobilisme en conjunt.

## Trajectòria

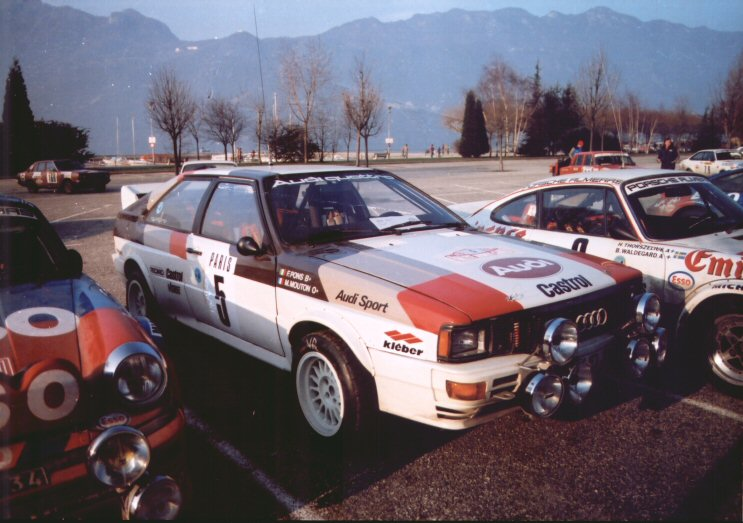
Audi Quattro de Mouton en el Ral·li de Montecarlo de 1982.

La seva primera participació en el mundial va ser com a copilot en el Ral·li de Montecarlo de 1973, fet que repetiria l'any 1975. Com a pilot s'estrenaria en el Campionat Mundial de Ral·li en el Tour de Còrsega el 30 de novembre de 1974, sobre un Alpine Renault Alpine A110 de 1800 cm³. Culminaria la seva carrera com a pilot l'any 1986, també a Còrsega, a bord d'un Peugeot 205 Turbo 16.
Després del seu debut amb l'A110, va conduir un Lancia Stratos i un Fiat 131 Abarth. L'any 1981 va ser fitxada per Audi Sport per provar el nou model Audi Quattro Sport del Grup 4 amb el revolucionari sistema de tracció en les quatre rodes, per secundar a Hannu Mikkola en la cerca del títol mundial. En el seu primer any complet, va entrar a la història del Campionat Mundial de Ral·li a l'ésser la primera dona (i l'única) a guanyar una cursa del Campionat Mundial; va ser en el Ral·li de Sant Remo, a l'octubre d'aquest any.
L'any següent, fa equip amb Stig Blomqvist i, juntament amb Hannu Mikkola, marquen el ritme del Campionat des de l'inici de la temporada, amb el segon lloc de Mikkola en el Ral·li de Monte Carlo i la victòria de Blomqvist en el Ral·li de Suècia. Mouton suma tres victòries més al seu historial: el Ral·li de Portugal, el Ral·li de Brasil i el Ral·li Acròpoli, no obstant això per la inconsistència del funcionament de l'Audi Quattro que conduïa, va deixar el títol en mans del seu rival, Walter Röhrl, qui es va coronar durant el Ral·li de Costa d'Ivori. Mouton va acabar com a subcampiona, el millor lloc en la història del Campionat Mundial per a una dona. Va perdre el campionat a Costa d'Ivori quan estava disputant la carrera amb Rohrl, en ser informada durant el transcurs de la carrera, de la defunció del seu pare. Podria haver estat campiona mundial sense cap dubte.
L'any 1986, va guanyar el Campionat d'Alemanya de Ral·li conduint un Peugeot 205 T16 i després de l'anunci de la prohibició dels automòbils del Grup B, Mouton va decidir posar fi a la seva carrera esportiva, per dedicar-se a la vida familiar.

### Altres competicions

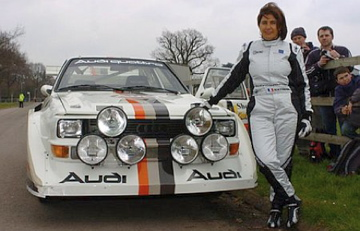
Mouton amb l'Audi Quattro S1 amb el qual va guanyar a Pikes Peak.

L'any 1975 va formar part d'un equip femení de carreres a les 24 Hores de Le Mans, en un Moynet LM75, guanyant la categoria de 1601 a 2000 cm³. El 1978 va guanyar el Tour de França Automobilístic, prova que aquest any era puntuable per al Campionat Europeu de Ral·li.
L'any 1985 va participar en la carrera Pikes Peak International Hill Climb, als Estats Units guanyant-la i on va fer valer la seva condició de campiona en marcar tres fites històriques en la competició: ser la primera participant no nord-americana a guanyar la carrera, ser la primera pilot femenina a guanyar-la i addicionalment, va trencar el temps rècord de recorregut.
L'any 2000, va participar en la carrera London Sydney Marathon, conduint un Porsche 911, tenint com a navegant al guanyador de la mateixa competició el 1993, Francis Tuthill, darrere del seu excompany Stig Blomqvist.
L'any 2005 va participar en el East African Classic Safari Ral·li, conduint un Ford Escort RS.
Al desembre de 2007 va anunciar la seva participació en el Ral·li Dunlop Classic Otago, una competició on va participar en dues ocasions anteriors; no obstant això la participació de 2008 a Nova Zelanda destaca per anunciar el seu retrobament amb el seu copilot Fabrizia Pons, amb qui va guanyar les quatre curses del Campionat Mundial.
L'any 2011 Mouton és designada directiva del WRC, nomenada per l'actual president Jean Todt. La seva principal labor serà la de supervisar el campionat, i entre altres coses, la seguretat, el calendari i el reglament.

### La Carrera de Campions
Després de la seva retirada de les competicions de ral·li, Mouton es va involucrar en l'organització de la Carrera de Campions des de 1988 amb Fredrik Johnsson, en memòria de Henri Toivonen. La cursa es realitza per tancar la temporada anual d'automobilisme. Va tenir la seva filla Jessie (Jessica) el 1987.

## Vida personal
Mentre anunciava la seva retirada de la competició, Mouton va declarar la seva intenció de formar una família amb el periodista esportiu cors Claude Guarnieri.
Mouton es va referir al suport del seu pare Pierre com el secret del seu èxit: "Li encantava conduir. Li encantaven els cotxes ràpids. I crec que li hauria encantat fer el que vaig fer. Va ser un pres de guerra durant cinc anys i quan va tornar mai va tenir l'oportunitat de competir. Però va venir a totes les competicions que vaig fer. I també va venir la meva mare.

## Distincions
- Guanyadora del  Premi Monique Berlioux  de l 'Académie des sports de 1977,[12] que premia l'actuació femenina més notable de l'any passat.
- Premi anual  International Rally Driver  d'Autosport 1982 (Primer premi de la revista).
- Guanyadora del "Premi Roland Peugeot" de l'Acadèmia Esportiva de 1986, pel millor assoliment mecànic i automobilístic francès de l'any passat.
- Cavaller de l'Orde de la Legió d'Honor el 29 pel president de la República, Nicolas Sarkozy.[13]
- Membre del  Rally Hall of Fame  des de 2012 (tercera promoció), i del Comitè de selecció el 2011.

## Palmarès

### Victòries en el Campionat Mundial de Ral·li
| Núm | Any  | Ral·li            | Copilot       | Automòbil    |
| --- | ---- | ----------------- | ------------- | ------------ |
| 1   | 1981 | Rally de San Remo | Fabrizia Pons | Audi Quattro |
| 2   | 1982 | Rally de Portugal | Fabrizia Pons | Audi Quattro |
| 3   | 1982 | Rally Acrópolis   | Fabrizia Pons | Audi Quattro |
| 4   | 1982 | Rally de Brasil   | Fabrizia Pons | Audi Quattro |

### Resultats complets
| Año         | Equipo                     | Vehículo                 | 1       | 2       | 3       | 4       | 5       | 6       | 7       | 8       | 9      | 10      | 11      | Posic. | Puntos |
| ----------- | -------------------------- | ------------------------ | ------- | ------- | ------- | ------- | ------- | ------- | ------- | ------- | ------ | ------- | ------- | ------ | ------ |
| 1974        | Michèle Mouton             | Alpine-Renault A110 1800 | FRA 12  |         |         |         |         |         |         |         |        |         |         | N/A    | -      |
| 1975        | Michèle Mouton             | Alpine-Renault A110 1800 | FRA 7   |         |         |         |         |         |         |         |        |         |         | N/A    | -      |
| 1976        | Michèle Mouton             | Alpine-Renault A110 1800 | MON 11  | ITA Ret |         |         |         |         |         |         |        |         |         | N/A    | -      |
| 1976        | Michèle Mouton             | Alpine-Renault A310 V6   |         |         | FRA Ret |         |         |         |         |         |        |         |         | N/A    | -      |
| 1977        | Michèle Mouton             | Autobianchi A112 Abarth  | MON 24  |         |         |         |         |         |         |         |        |         |         | N/A    | -      |
| 1977        | Michèle Mouton             | Fiat 131 Abarth          |         | FRA 8   |         |         |         |         |         |         |        |         |         | N/A    | -      |
| 1978        | Michèle Mouton             | Lancia Stratos HF        | MON 7   |         |         |         |         |         |         |         |        |         |         | N/A    | -      |
| 1978        | Michèle Mouton             | Fiat 131 Abarth          |         | FRA 5   |         |         |         |         |         |         |        |         |         | N/A    | -      |
| 1979        | Fiat France                | Fiat 131 Abarth          | MON 7   | FRA 5   |         |         |         |         |         |         |        |         |         | 21è    | 12     |
| 1980        | Fiat France                | Fiat 131 Abarth          | MON 7   | FRA 5   |         |         |         |         |         |         |        |         |         | 23è    | 12     |
| 1981        | Audi Sport                 | Audi Quattro             | MON Ret | POR 4   | FRA Ret | GRC Ret | FIN 13  | ITA 1   | GBR Ret |         |        |         |         | 8º     | 30     |
| 1982        | Audi Sport                 | Audi Quattro             | MON Ret | SWE 5   | POR 1   | FRA 7   | GRC 1   | NZL Ret | BRA 1   | FIN Ret | ITA 4  | CIV Ret | GBR 2   | 2n.    | 97     |
| 1983        | Audi Sport                 | Audi Quattro A1          | MON Ret | SWE 4   | POR 2   | KEN 3   |         |         |         |         |        |         |         | 5º     | 53     |
| 1983        | Audi Sport                 | Audi Quattro A2          |         |         |         |         | FRA Ret | GRC Ret | NZL Ret | ARG 3   | FIN 16 | ITA 7   | GBR Ret | 5º     | 53     |
| 1984        | Audi Sport                 | Audi Quattro A2          | SWE 2   | KEN Ret |         |         |         |         |         |         |        |         |         | 12è    | 25     |
| 1984        | Audi Sport                 | Audi Sport Quattro       |         |         | GRC Ret | FIN Ret | GBR 4   |         |         |         |        |         |         | 12è    | 25     |
| 1985        | Audi Sport                 | Audi Sport Quattro       | CIV Ret |         |         |         |         |         |         |         |        |         |         | -      | 0      |
| 1986        | Peugeot Talbot Deutschland | Peugeot 205 Turbo 16     | MON Ret |         |         |         |         |         |         |         |        |         |         | -      | 0      |
| 1986        | Peugeot Talbot Sport       | Peugeot 205 Turbo 16 E2  |         | FRA Ret |         |         |         |         |         |         |        |         |         | -      | 0      |
| Referencias |                            |                          |         |         |         |         |         |         |         |         |        |         |         |        |        |